# سوسيغانا
سوسيغانا (بالإيطالية: Susegana)‏ هي بلدية في مقاطعة تريفيزو بمنطقة فنيتة، شمال إيطاليا. تقع على بعد 45 كم (28 ميل) شمال مدينة البندقية، و20 كم (12 ميل) شمال تريفيزو.